# Saint Paul (Dominica)
Saint Paul é uma paróquia de Dominica.

## Principais cidades
- Canefield
- Mahaut
- Massacre
- Pont Cassé